# مجنون ليلى (مسرحية)

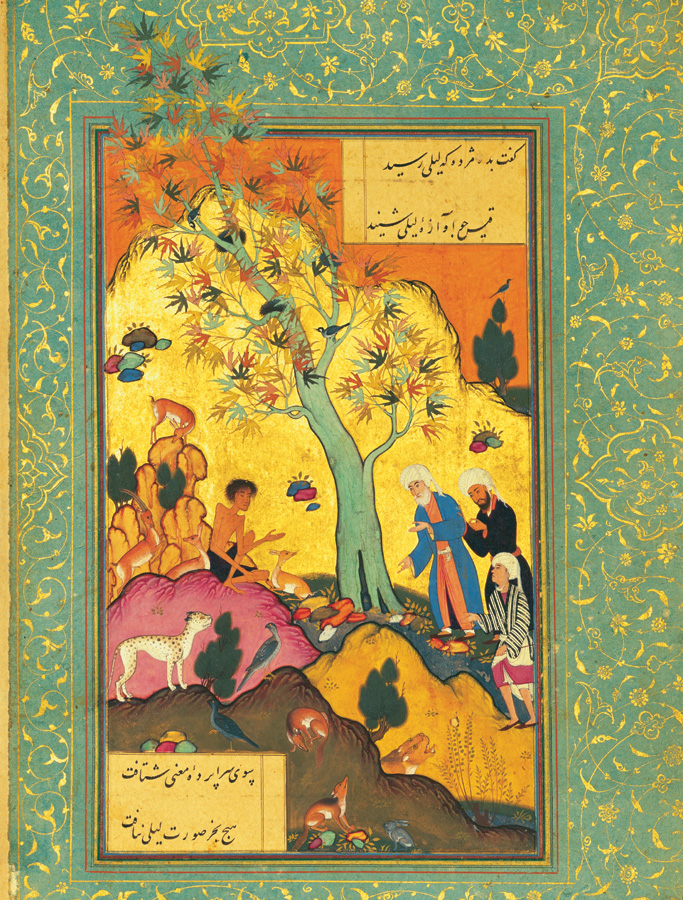
مجنون ليلى هائماً في البرية، منمنمة فارسية من القرن الخامس عشر في تصوير قيس بن الملوح في كتاب بنج غنج (الكنوز الخمسة)

مسرحية مجنون ليلى تحفة أحمد شوقي التي تعد من أروع ما قدم في المسرح الشعري. هذه هي المسرحية الثانية التي قدمها شوقي إلى الجمهور بعد عودته إلى الكتابة للمسرح في الفترة الأخيرة من حياته وهي أولى مسرحياته التي اتخذت مادتها الأولية من التاريخ العرب. وقد أدارها حول قصة الشاعر قيس بن الملوح وحبه لليلى، هذه القصة التي حفتها بعض الأساطير، ولكنها كانت وما تزال من أروع صور هذا الحب العذري الذي اشتهر في بوادي نجد والحجاز أيام العصر الأموي.

## معلومات عن المسرحية
- زمن الرواية: صدر الدولة الأموية.
- مكان الرواية: بادية نجد.

### أبطال الرواية
- قيس: مجنون ليلى.
- ليلى: عشيقة قيس.
- المهدي: أبو ليلى.
- ورد: زوج ليلى.
- ابن عوف: أمير الصدقات في الحجاز وعامل من عمال بني أمية.
- زياد: راوية قيس وصديقه.
- منازل: غريم قيس في حب ليلى.
- بشر: رجل من بني عامر.
- ابن ذريح: شاعر من شعراء الحجاز.
- نصيب: كاتب ابن عوف.
- سعد: رجل من بني عامر.
- الغريض: مغن مشهور.
- ابن سعيد: شاعر.
- أمية: رفيق ابن سعيد.
- الشياطين
  - الأموي: شيطان قيس.
  - عضرفوت – هبيد – عسر – عاصف: شياطين.
- الجواري
  - بلهاء: جارية قيس.
  - عفراء: جارية ليلى.
- شخصيات أخرى
  - سلمى – هند – عبلة: فتيات من بني عامر.
  - رجال – قوافل – حداة – صبية – فتيات.

## خلفية المسرحية
وقد اعتمد المؤلف على أهم الروايات التي تحكي قصة هذا الشاعر، والتي يضمها كتاب الأغاني، والتي تقول إن قيساً كان يهوى ليلى منذ حداثتيهما وهما يرعيان غنم الأهل، وإنه أنشد في حبها شعراً كان السبب فيما بعد في أن رفض أبوها زواج قيس منها، وذلك علي عادة العرب، في عدم تزويج الفتاة ممن يشبب بها وكان هذا الحب المبرح المحروم سببا في ضعف قيس جسميا وعقليا، حتى هام في بوادي نجد مخبلا، لا ينبه إلا لسماع اسم ليلى، ولا يجذبه إلا الحديث عنها. وبرغم سعي بعض المشفقين على قيس لدى أهل ليلى، قد خابت كل محاولة في التغلب على رفض زواج الحبيبين. ثم زوجت ليلى لرجل آخر كان قد تقدم إلى أهلها، ولكنها فتئت تعاني آلام الحب، حتى ضنيت ثم ماتت. كل هذا وقيس يهيم على وجهه في البادية ولا يجدي شيء في إرجاع رشده إليه. حتى ما إذا علم بموتها مات هو الآخر. بعد أن قال في صاحبته وفي حبه وفي عذابه من أجل هذا الحب، أشعاراً تعد من أصدق وأرق وأحر ما قيل من شعر في هذه العاطفة النبيلة. ولم يهمل المؤلف ما يفيد موضوعه من الأساطير التي نسجت حول هذه القصة، بل اختار منها ما يرى أنه يصلح للمسرحية، في روعة مشاهدها ونمو أحداثها، والتعبير عن نفوس أبطالها. وهكذا مزج بين الأخبار والأساطير، مختارا من هذه وتلك ما يؤلف مسرحية تاريخية وشعرية، موضوعها الحب العنيف العفيف واصطدامه بالتقاليد، وسقوط البطلين شهيدين لهذا الحب، وبين تلك التقاليد. وكان هدف المؤلف من هذه المسرحية هو الإشادة بالنبل العربي، والتغني بسمو العرب وتضحياتهم بحياتهم في سبيل نبيل العواطف، أو من أجل رعاية التقاليد، كما حدث لقيس وكما جرى لليلى.

## ملخص المسرحية
قصة الحب العذري التي تعكسها مسرحية مجنون ليلى لأحمد شوقي: تعرض أسمى وأنبل العواطف وتسمو إلى مثال منقطع النظير، لا نجده في قصة عشق أخرى. ولعل قصة الحب العذري بين قيس وليلى تمثل ظاهرة الغزل العذري أو الحب العذري الذي انتشر شأنه في بوادي نجد والحجاز في صدر الدولة الأموية وبداية انتشار الإسلام حيث أقبل الناس على الدين الجديد وتأثروا بتعاليمه وهية مما كان له كبير الأثر في تحديد سلوكياتهم الاجتماعية، ولعل أبرز مثال على السلوك بتأثير الإسلام، ظاهرة الحب العذري، الذي يجعل العاشق شديد الوفاء لمحبوبته حريصا عليها حرصه على نفسه لا يتعرض لها بأذى أو بقول فاحش يتمسك بها تمسكا شديدا ويمني نفسه بالوصال منها حلالا وإن لم يكن في الدنيا ففي الآخرة.
هذا العشق الذي يصل بالعاشق إلى درجة الهيام وغياب العقل وحتى الجنون بكل معناه. لقد أحسن أحمد شوقي في انتقاء القصة أو الحكاية التي بنى عليها مسرحيته مجنون ليلى: فهو في عرض الأحداث تعرض للقصة نفسها أي قصة حب قيس وليلى، للفترة التاريخية بانعكاساتها السياسية والاجتماعية، محاولا أن يضفي بعض ملامح العصر الحديث من خلال أحداث المسرحية لرأينا شخصية ليلى تلعب الدور الأساسي، فتنظر لنا ليلى تخرج من خيام أبيها ويدها في يد ابن ذريح شاعر نجد والحجاز والذي ذاع صيته وغريب أن تظهر فتاة بدوية ويدها في يد رجل غريب في ذلك العصر وهذا من روح العصر الحديث الذي أضافه شوقي علي المسرحية تدور أحداث الفصل الأول بعد ارتفاع الستار في خيام أبى ليلى (المهدي) والذي غيبه شوقي طوال أحداث الفصل الأول إلا في الجزء الآخر حيث ظهر قيس. يدور حوار بين السمار من فتية وفتيات من بني عامر وغريب اجتماع الرجال والنساء بكل حرية في ذلك العصر وهذه من روح عصرنا الحاضر كما أراد أحمد شوقي.

### الفصل الأول
وقد قدم شوقي قصة المجنون في خمسة فصول. ففي الفصل الأول نشهد مجلس سمر أمام دار ليلى، حيث يتحدث بعض الفتيان والفتيات عن أخبار السياسة في الحضر والبادية، ثم يتطرق الحديث إلى قيس، ويروي بعضهم قصته مع الظبي الذي رآه يشبه ليلى، والذي تعرض له ذئب فصرعه وأكل بعضه، فرماه قيس بسهم فقتله وبقر بطنه وأخرج من جوفه ما آكل الظبي ودفنه. ثم يرجو ابن ذريح ليلى أن تعطف على قيس، فتجيبه بأنها في حيرة من أمرها بين الحب لقيس والحفاظ على عرضها الذي مسه تشبيبه؛ ثم نرى قيسا يناجي ليلى بعد أن ينفض المجتمعون للسمر، ويكون قد جاء متعللا بطلب قبس من النار، حتى إذا ما جادت له بما طلب، دخل معها في نجوى غرامية يذهل معها عن نفسه حتى تحرق النار بعض ملابسه وتنفذ إلى لحمه. ثم يأتي المهدي والد ليلى ويعاتبه على ما كان منه.

### الفصل الثاني
تظهر بلهاء الجارية تحمل ذبيحة قرأ عليها العراف بعض التمائم لكي يأكل قيس قلبها ويشفى مما فيه، ولكن قيسا لا يأكل شيئا، لأن الذبيحة منزوعة القلب ويظهر بعض الغلمان متغنين بشعر قيس، ومنهم من يناصره ومنهم من يعاديه، ويبدو قيس في الطريق مغمى عليه مخبلا، ويراه ابن عوف - أحد رجال الدولة - فيشفق عليه. وحين يسمع قيس اسم ليلى يفيق، ويتعهد له ابن عوف أن يأخذه إلى آل ليلى ليتوسط له لديهم.

### الفصل الثالث
وفي الفصل الثالث نرى ركب الوسيط ابن عوف يبلغ حي آل ليلى، ويلتقي ابن عوف بوالد ليلى الذي يعاتبه على وساطته. ويريد منازل – غريم قيس – أن يثير القوم على العاشق ليقتلوه، ولكن زيادا – نصير قيس – يكشف «منازل» ويبين أنه لا يحب ليلى ولا تحبه، فهو حاقد على الحبيبين مغرض في دعوته إلى الانتقام وتحت إلحاح ابن عوف ومناشدته، يسأل ليلى أبوها في حضرة ابن عوف عن رأيها في الزواج من قيس، فترفض رعاية للتقاليد، وتقبل الزواج من «ورد» الذي علمت أنه تقدم لخطبتها، وينصرف ركب ابن عوف بعد فشل الوساطة.

### الفصل الرابع
نرى قيساً في عالم الجن، الذي يصور عالمه العقلي المخبول. ويدله شيطانه على الطريق إلى حي ليلى الذي تزوجت فيه. وير قيس ورداً زوجها الذي يمهد له سيل اللقاء بليلى كرما منه وسماحة. وفي هذا اللقاء المنفرد يعرض قيس على ليلى أن تهرب معه إنقاذا لحبها، ولكنها ترفض برغم هيامها به، رعاية للتقاليد.
وهنا يثور قيس ويتركها وينصرف غاضباً. وتستشعر ليلى أنها آذت قيسا، ويتضافر هذا الشعور مع حبها المبرح حتى يقودها إلى منيتها ويتخلل هذا الفصل منظر غنائي راقص وهو منظر عالم الجن .

### الفصل الخامس
يبدو ليلى وطوائف المعزين الذين يتوافدون على أهلها لمواساتهم. ويكون من هؤلاء المعزين بعض المغنين والشعراء كالغريض وابن سعيد وينشد الغريض نشيد وادي الموت، ثم ينصرف الجميع. وعلى إثر ذلك يظهر قيس وحده، فيعلم بوفاة ليلى من بشر، فيغمى عليه وهو وحيد منفرد، ويحتضر، ثم يظهر ابن ذريح يرثي ليلى، ويحضر موت صاحبها. وقد حفلت المسرحية بالمواقف «الدرامية» والغنائية الجيدة. التي تآزرت مع الشعر الرائع، على جعل هذه المسرحية أنجح مسرحيات شوقي جميعا وقد ساعد على ذلك أن القصة حب إنساني رفيع. وأن البطل شاعر شهير، وأن طرفي القصة موضع عطف يجذب إليهما المشاعر، ويحني عليهما القلوب. كذلك ساعد على نجاح هذه المسرحية، أن كون البطل شاعراً قد أباح للمؤلف أن يجري على لسانه قطعاً شعرية رائعة في المناجيات والشكايات والأوصاف والتأملات، دون أن يخل ذلك بالبناء الفني للمسرحية، أو يسبب إبطاء حركتها أو إقحام الغنائية عليها، كما حدث في مصرع كليوباترا مثلا وذلك لأن مثل هذه الأشعار الغنائية في مجنون ليلى من شأنها أن تجري على لسان شاعر، وشاعر محب مدله هائم كمجنون ليلى.

## الأسلوب واللغة في المسرحية
وقد كان المؤلف موفقاً حين جعل نصب عينيه – في كثير من الأحيان – شعر البطل نفسه، فكان يعتمد على معانيه حيناً، كما كان يقتبس بعض نصوصه حيناً آخر مما جعله أكثر تعبيراً عن حقيقة البطل وواقعه التاريخي والنفسي. وحتى المشاهد الغنائية والإنشادية، كانت في هذه المسرحية أجود وأكثر التصاقاً ببنائها وأعظم خدمة لجوها. ولا ينسى من عوامل نجاح هذه المسرحية وروعة بعض موافقها ما كان من ازدياد خبرة المؤلف أفادته من نقد النقاد لكتابته المسرحية السابقة على هذه المسرحية.
غير أنه يؤخذ على «مجنون ليلى» أن المؤلف قد اعتمد على بعض الحكايات غير المعاقولة، أو التي لا تخدم المسرحية ولا هدفها مثل حكاية احتراق قيس بالنار وهو لاه عن نفسه أثناء حديث له مع ليلى، حتى مست النار لحمه دون أن يحس ومثل قصة رفض قيس أن يطعم من شاه لأنها كانت منزوعة القلب. مثل حكايات كثرة إغمائه وإفاقته، التي تظهره متهافتاً ضعيف الشخصية أحيانًا.
كذلك يؤخذ على المسرحية، أن المؤلف قد جعل بعض الشخصيات تتصرف تصرفات مخافة للعرف. فمثلا نرى (ورد) في المسرحية – زوج ليلى – يبيح لقاء قيس واختلاءه بصاحبته في بيت الزوجية، وهذا غير مألوف، مهما قصد به الرشادة بنبل العرب وسماحتهم ووالد ليلى حين يتقدم إليه ابن عوف ملحا في إتمام زواجها من قيس، يترك الخيار لها لتبدي رأيها، فترفض إيثاراً للتقاليد، وهذه من المبالغات المفرطة، مهما أريد الإشادة بمنح الأب العربي الحرية للبنت ومهما قصد إلى الإشادة برعاية البنت للتقاليد؛ وليلى في مشهد سمر ليلى نراها تقدم ابن ذريح لصواحبها وتقدمهن له، تماما كما تفعل الفتيات الحضريات في العصر الحديث في بعض النوادي أو حفلات السمر.
وكل هذا مما يخرج المواقف عن طبيعتها المألوفة، ويصرفها عن توقعاتها المنتظرة، ومأخذ أخير على «مجنون ليلى» وهو أن الصراع النفسي فيها ليس واضحا بالقدر الذي كان من الممكن أن يتحقق. ففي المسرحية مواقف تتيح فرصة تجليدية هذا الصراع، وبيان كيف تتصادم المشاعر في داخل النفس الإنسانية.
ومن أهم هذه المواقف موقف ليلى، وقد عرض عليها إبداء رأيها في الزواج من قيس. فإن المؤلف قد جعل البطلة تعبر في يسر وإيجاز عن رفضها إيثاراً للتقاليد، وكل ما نحسه منها هو مجرد الندم على هذا التصرف؛ في حين أنه كان من الممكن في هذا المجال تصوير صراع الحب والتقاليد في أعماقها، واصطدام صوت القلب بصوت العقل في داخلها، وحرب العرف الجامد للتطور المرن في وجدانها. ووسائل تجلية هذا الصراع كثيرة يعرفها المتمرسون بصناعة الكتابة المسرحية، فهنالك النجوى الداخلية للذات، وهناك الإفضاء والمسارة إلى من يؤتمن على السر، ثم هناك الحلم، وما إلى ذلك من الوسائل التعبيرية المسرحية الكثيرة.
وربما كان اهتمام شوقي بالوصف والعرض الخارجي، أكثر من اهتمامه بالتحليل والاستبطان الداخلي، راجعا لرغبته في أن يمزج بين التمثيل والغناء وعدم رغبته في التمثيل وحده. ومن هنا لم يطالب نفسه بهذا التعمق التحليلي الذي يطالب به مؤلفو المسرحيات الخالصة أنفسهم. وربما كان من الإنصاف أن ينظر إلى مسرحيات شوقي الشعرية من هذه الزاوية. وفي هذا الأطر، تعتبر مجنون ليلى حيث يلتقي قيس وصاحبته في دار ورد بعد أن تزوجت - كارهة ومضحية - من هذا الأخير، وحيث أتاح «ورد» هذا اللقاء سماحة منه ورحمة بالمجنون .
وقد كان المؤلف مرفقا حين جعل نصب عينيه – في كثير من الأحيان – شعر البطل نفسه، فكان يعتمد على معانيه حينا، كما كان يقتبس بعض نصوصه حينا آخر مما جعله أكثر تعبيرا عن حقيقة البطل وواقعه التاريخي والنفسي. بل إن بعض تلك الأشعار الكثيرة التي أجراها شوقي على لسان بطله، قد لعبت دوراً مهماً وأساسياُ في مسار الأحداث، فهي التي حالت دون زواج الحبيبين، وسبب الأزمة، وهي – في الوقت نفسه – التي كسبت للبطل كثيرا من الأعوان والوسطاء، وأهوت إليه القلوب، قلوب شخصيات عديدة في المسرحية، وقلوب آلاف وفيرة من القراء والمشاهدين، ولأن الموضوع عربي، كان إجراء الشعر على السنة الشخصيات أكثر ملاءمة وأقرب إلى الطبيعة.

## مختارات من المسرحية
قال:
وقال:
وقال:
وقال: